# محوطه سنگ‌نگاره‌های جربت
مجموعه سنگ نگاره‌های جربت که در بین اهالی منطقه به نام «سنگ نوشته معروف است»، در شهرستان جاجرم، بخش جلگه سنخواست، دهستان چهارده سنخواست، حدود ۹ کیلومتری غرب روستای جربت واقع شده است. سنگ نگاره های جربت از نظر گستردگی یکی از بزرگترین و از دیدگاه گوناگونی نقوش از متنوع ترین مجموعه سنگ نگاره های شرق ایران است. این مجموعه سنگ نگاره از میانۀ هزارۀ سوم پیش از میلاد در عصر مفرغ تشکیل شده و در دوران تاریخی و دوره اسلامی هم نقوشی به آن افزوده شده است. 
در این مجموعه بیش از صد صخره کوچک و بزرگ با نقوش مختلف وجود دارد که روی هر صخره تعداد زیادی نقش در دوره های مختلف و به رو های گوناگون رسم شده است. صخره های نقش دار از سنگ های رسوبی متشکل از کانی های کوارتز و کلسیت هستند که سطح آنها به دلیل وجود ترکیبات آهندار سیاه رنگ شده و مناسب نقش اندازی است. اغلب نقوش با روش کوبشی و با کوبیدن یک جسم سخت، احتمالاً سنگ، بر روی صخره های سیاه رنگ رسم شده است. بعضی نقوش نیز با روش خراش و از طریق زدودن پوسته سطحی و سیاه رنگ صخره روی آنها نقش شده است.
نقوش حک شده عمدتاً به تصاویر حیوانی به ویژه بزکوهی یا کل با شاخ های بسیار بلند و خمیده، انسان در حالات مختلف، صحنه رقص، صحنه شکار، ادوات جنگی و نقوش هندسی و نمادین و بلاخره کتیبه¬های مختلف اسلامی اختصاص دارد.
با توجه شرایط محیطی منطقۀ جربت در حاشیۀ کویر و جنس رسوبی صخره های نقش دار، تعدادی از سنگ نگاره ها در برابر عوامل فرساینده جوی از قبیل نوسانات دمایی، چرخۀ مداوم یخبندان-حرارت، رشد گلسنگ ها و تنش های طبیعی دیگر آسیب دیده اند. مهار آسیب های طبیعی که امری پیچیده، زمانبر و پر هزینه است، باید از طریق مطالعات دقیق آسیب شناسی و به دست مرمتکاران متخصص در رشته حفاظت و مرمت آثار سنگی انجام شود. 

با وجود پیشرفت روش های حفاظت و مرمت دارایی فرهنگی در دهه های اخیر در ایران، هنوز تجربیات کمی در زمینه مرمت آثار سنگی وجود دارد و حفاظت پیشگیرانه بهترین روش مراقبت از سنگ نگاره های جربت و نمونه های مشابه آن است. 
آشنایی جامعه محلی و گردشگران با اهمیت و ارزش باستان شناختی سنگ نگاره ها در حفظ این آثار اهمیت دارد. کاتالوگ و بروشورهای معرفی سنگ نگاره های جربت، انتشار کتاب و مقالاتی به زبان فارسی و انگلیسی برای معرفی این مجموعه از سوی میراث فرهنگی خراسان شمالی در آگاه سازی مردم و در نهایت حفظ این آثار موثر بوده است.

گردشگران و علاقمندان به هنر صخره ای برای حفظ این آثار باید از یادگار نویسی، راه رفتن روی سنگ نگاره ها، لمس نقوش باستانی، افروختن آتش و ایجاد گرد و غبار در محیط سنگ نگاره ها و هرگونه فعالیت که به نحوی باعث تخریب این آثار می شود پرهیز کنند. چرای دام در محدوده سنگ نگاره ها به دلیل ایجاد انواع آسیب های فیزیکی از جمله تماس احشام با صخره ها و نقوش باستانی، فرسایش خاک و بافت گیاهی و ایجاد گرد و غبار باعث ریز فرسایش و در نهایت تخریب نقوش باستانی می شود. سنگ نگاره ها یک میراث اجدادی هستند که در محیط طبیعی خود معنا می یابند و حفظ آنها یک وظیفه همگانی است.

سنگ نگاره های جربت در تاریخ ۲۷ بهمن ۱۳۸۷ با شمارهٔ ثبت ۲۴۶۶۲ به‌عنوان یکی از آثار ملی ایران به ثبت رسیده است.

## گالری

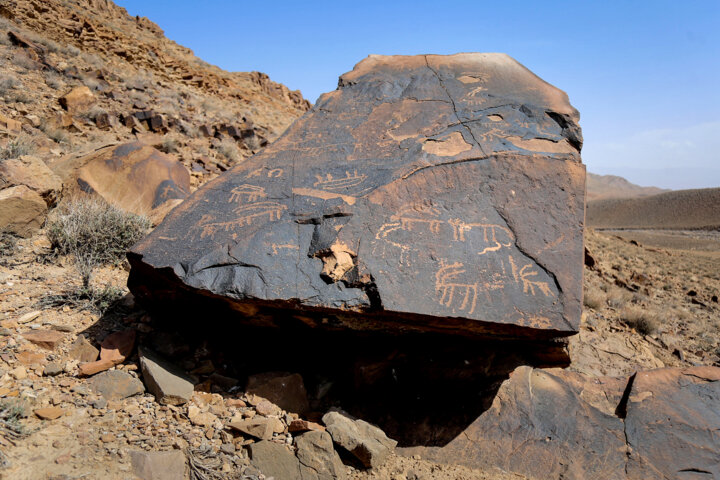
نمونه ای از سنگ نگاره های جربت با نقوش جانوری